# Eumetula
Eumetula là một chi ốc biển trong họ Cerithiopsidae.

## Các loài
Các loài thuộc chi Eumetula bao gồm:
- Eumetula albachiarae Cecalupo & Perugia, 2014[2]
- Eumetula aliceae (Dautzenberg & Fischer H., 1896)
- Eumetula arctica (Mörch, 1857)
- Eumetula aureola (Powell, 1933)
- Eumetula axicostulata (Castellanos, Rolán & Bartolotta, 1987)
- Eumetula bia (Bartsch, 1915)
- Eumetula bimarginata (C.B. Adams, 1852)
- Eumetula bouvieri (Dautzenberg & Fischer H., 1896)
- Eumetula brattegardi Høisæter, 2015
- Eumetula dilecta Thiele, 1912
- Eumetula eucosmia Bartsch, 1911
- Eumetula intercalaris (Carpenter, 1865)
- Eumetula macquariensis Tomlin, 1948 [cần dẫn nguồn]
- Eumetula michaelseni (Strebel, 1905)
- †Eumetula mourloni Briart and Cornet 1873 [3]
- Eumetula ornata (Thiele, 1912)
- Eumetula pulla (Philippi, 1845)
- Eumetula strebeli (Thiele, 1912)
- Eumetula striata Gulbin, 1982
- Eumetula vicksburgella MacNeil in MacNeil & Dockery [4]
- Eumetula vitrea (Dall, 1927)

Các loài được đưa vào đồng nghĩa
- Eumetula crystallina (Dall, 1881): syn. Varicopeza crystallina (Dall, 1881)
- Eumetula vitrea Tore Høisæter:[5] syn. Eumetula brattegardi Høisæter, 2015 (invalid: secondary junior homonym of Eumetula vitrea (Dall, 1927); E. brattegardi is a replacement name)